# Catocala hermia
Catocala hermia là một loài bướm đêm trong họ Erebidae.

## Hình ảnh

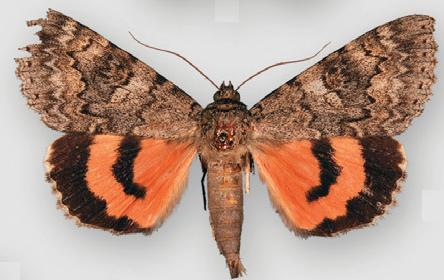
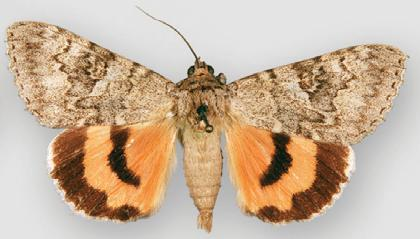
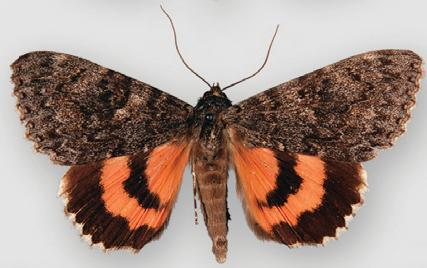